# Judenburg

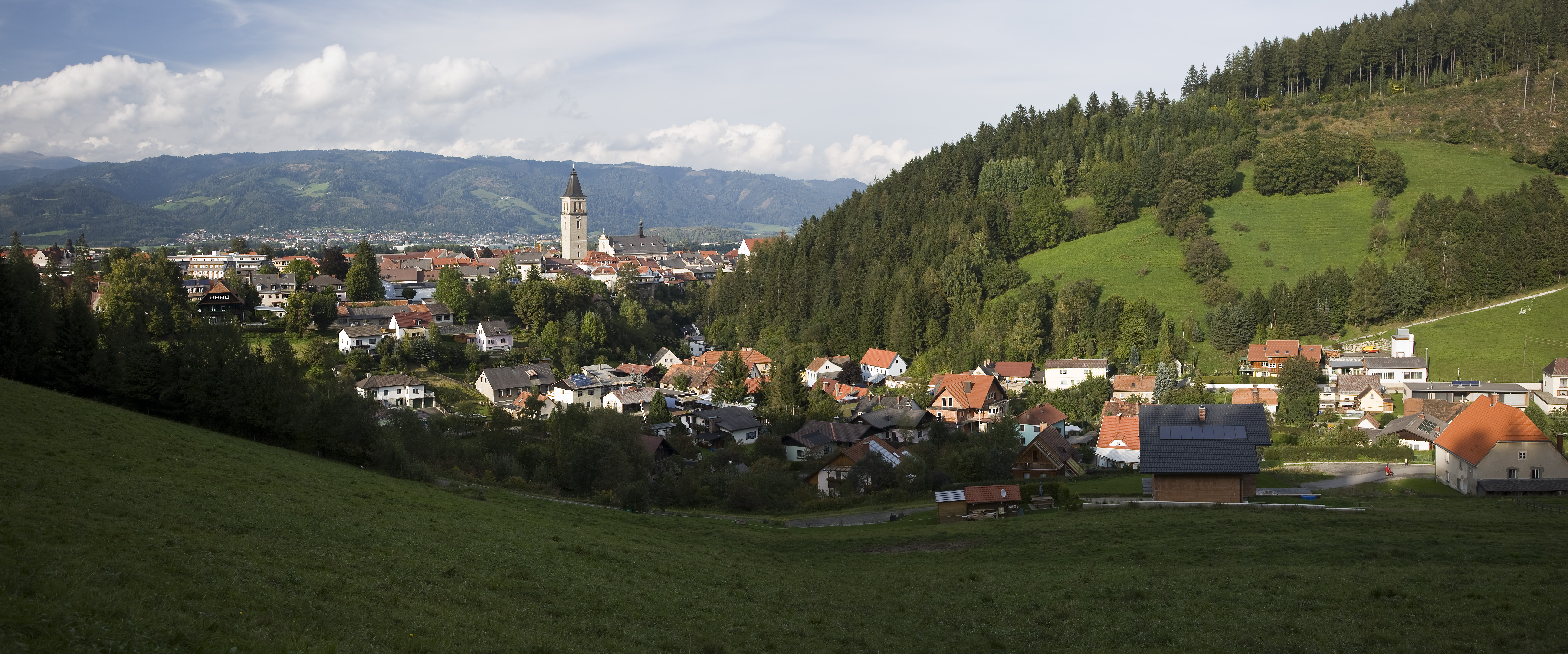
Judenburg von Süden (2009)

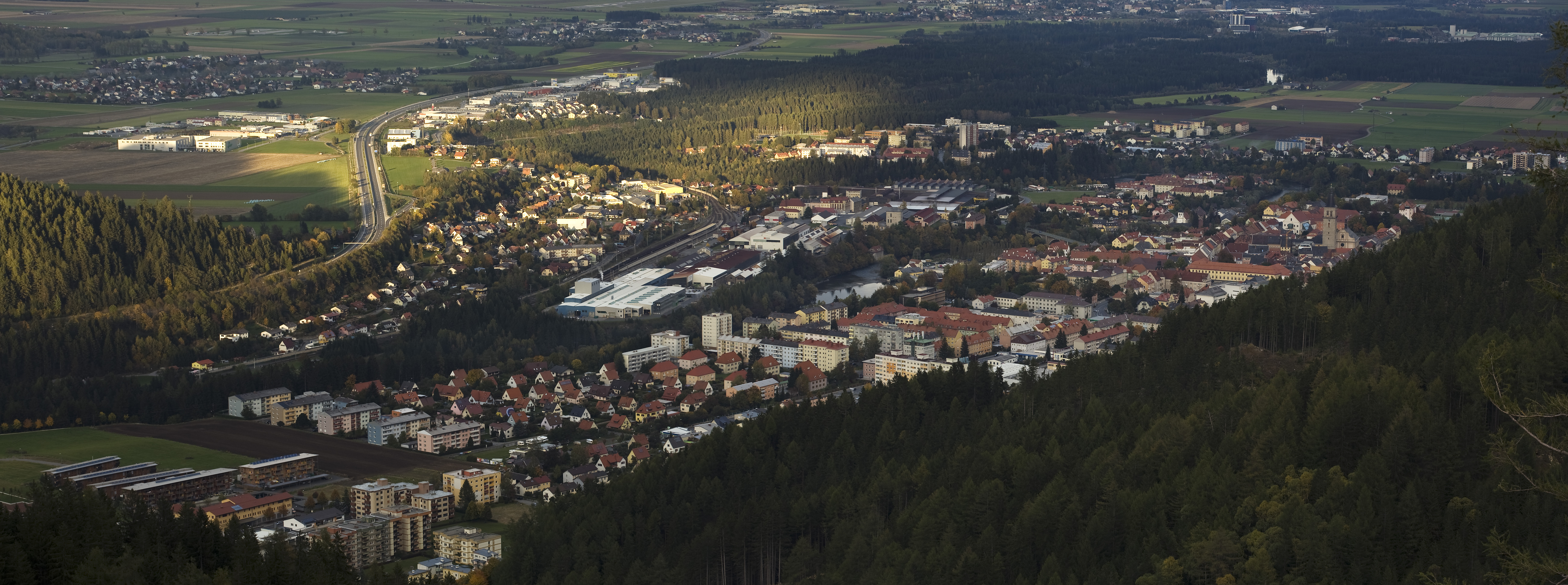
Judenburg von Südwesten (Grünhübl) (2008)

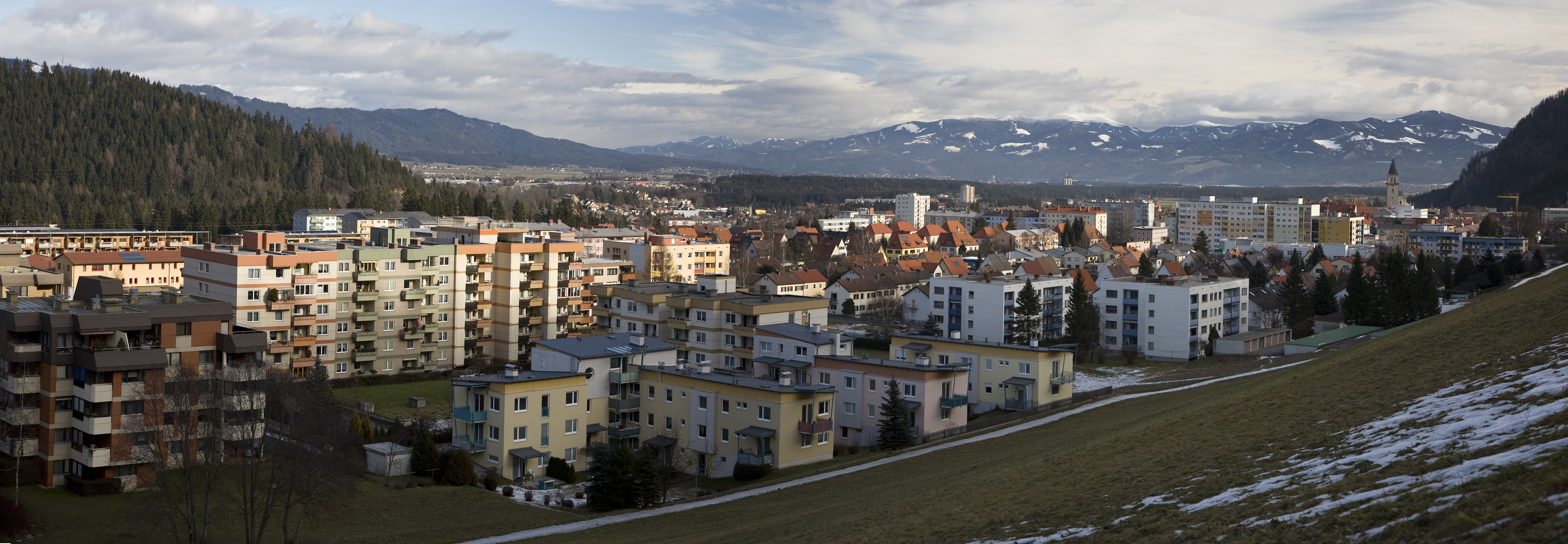
Judenburg West (Grünhübl) (2008)

Judenburg ist eine Stadtgemeinde im Bezirk Murtal in der Steiermark mit 9607 Einwohnern (Stand 1. Jänner 2025).

## Geographie

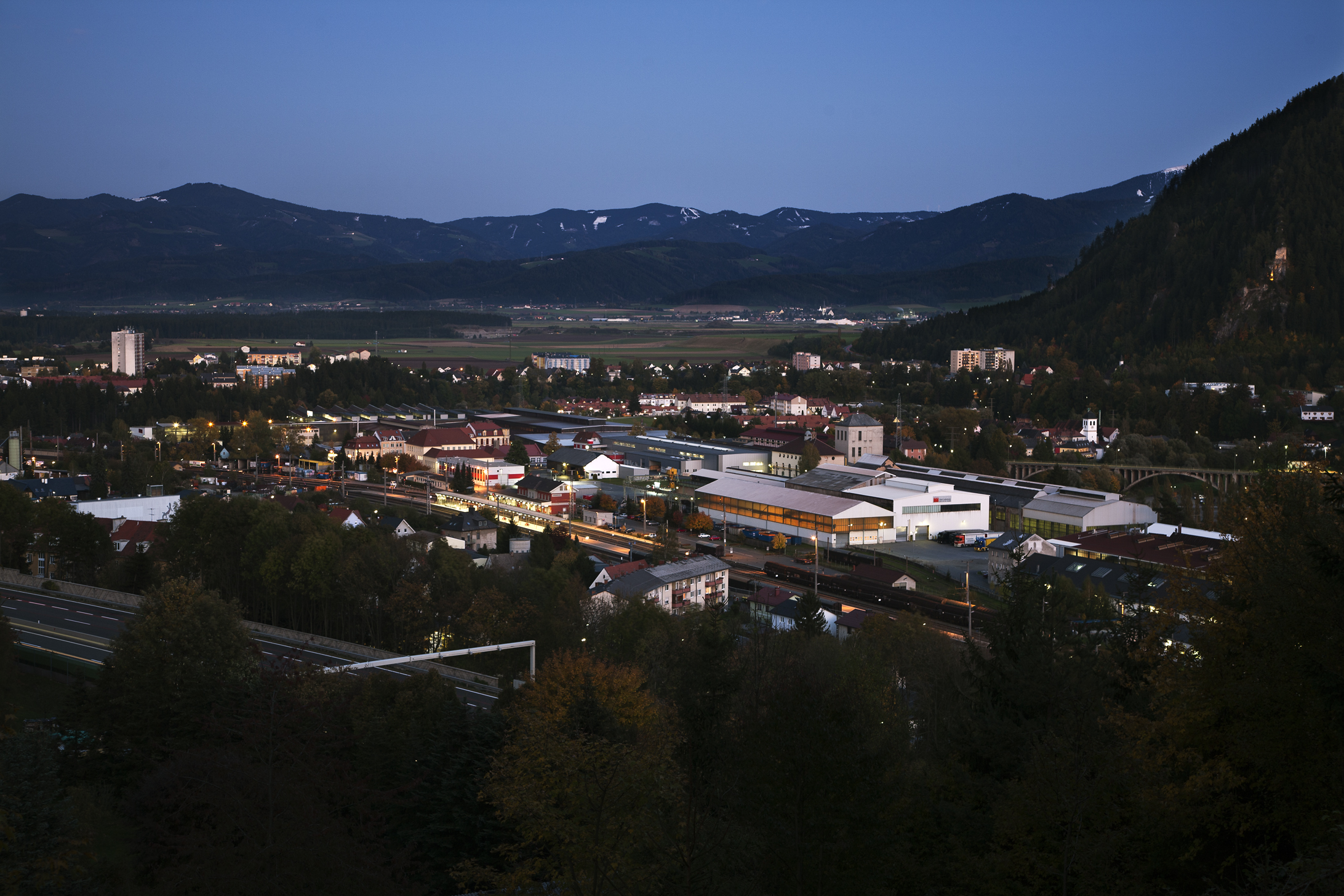
Blick vom Falkenberg auf Judenburg Ost mit Bahnhof, „Stahl Judenburg“ und Murdorf (2008)

Judenburg hat eine Fläche von 63,70 km² und liegt auf einer Seehöhe von 737 m am südlichen Rand des Aichfeldes, eines weiträumigen Beckens der Alpen gegenüber von Fohnsdorf.
Durch die Stadt fließt der längste Fluss der Steiermark, die Mur. In der Nähe mündet der Granitzenbach in die Mur. Südlich der Stadt liegen die Seetaler Alpen mit ihrem höchsten Berg, dem Zirbitzkogel, westlich liegt der Falkenberg.

### Gemeindegliederung
Das Gemeindegebiet umfasst folgende zehn Ortschaften (in Klammern Einwohnerzahl Stand 1. Jänner 2025):
- Auerling (114)
- Feeberg (169)
- Gasselsdorf (30)
- Judenburg (8001)
- Oberweg (505)
- Ossach (48)
- Reifling (58)
- Ritzersdorf (12)
- Strettweg (503)
- Waltersdorf (167)

Die Gemeinde besteht aus sechs Katastralgemeinden (Fläche Stand 31. Dezember 2023):
- Judenburg (460,79 ha)
- Oberweg (786,53 ha)
- Ossach (2.636,07 ha)
- Reifling (1.622,59 ha)
- Tiefenbach (388,3 ha)
- Waltersdorf (476,02 ha)

### Eingemeindungen
- 10. Juni 1940: Ein Teil der Gemeinde Murdorf
- 1. Jänner 1963: Gemeinde Waltersdorf bei Judenburg[4]
- Am 1. Jänner 2015 wurden im Rahmen der steiermärkischen Gemeindestrukturreform die Gemeinden Oberweg und Reifling mit Judenburg fusioniert.[5]

### Nachbargemeinden
Eine der sechs Nachbargemeinden liegt im Bezirk Murau (MU).
| Pöls-Oberkurzheim               |                                             | Fohnsdorf                 |
| Sankt Peter ob Judenburg        | Kompassrose, die auf Nachbargemeinden zeigt |                           |
| Neumarkt in der Steiermark (MU) | Obdach                                      | Weißkirchen in Steiermark |

## Geschichte
Das Stadtgebiet war bereits zur Hallstattzeit besiedelt, wie der Fund des Strettweger Kultwagens belegt.
Judenburg wurde in der Nähe der Burg Eppenstein gegründet.
Die erste urkundliche Erwähnung dieser Burg als mercatum Judinburch stammt aus dem Jahr 1074 – jüdische Händler spielten zu dieser Zeit eine wichtige Rolle im transalpinen Handel und gründeten Handelsposten in der Region (→ Geschichte der Juden in Österreich oder Geschichte der Juden in der Steiermark). Seit dem Ende des 13. Jahrhunderts ist urkundlich erwähnt, dass Juden in erster Linie als Geldverleiher in Judenburg tätig waren. Ihr Wohnort war die Judengasse im Gehag (im Bereich der heutigen Heiligengeistgasse), in der sich auch die Synagoge und das Judenbad befanden. Der Judenfriedhof lag außerhalb der Stadt in der Nähe des Schlosses Weyer.
Die Ersterwähnung ist auch das älteste Stapelrecht Österreichs, die Eppensteiner sind zu dieser Zeit schon mit weitreichenden Zollrechten ausgestattet. Wichtig war Judenburg insbesondere für den Handel obersteirischen Eisens (Erzberg). Die besondere Bedeutung dieser Niederlassung liegt sicherlich auch im Speik-Handel (Valeriana celtica, „Alpenbaldrian“ oder Maria Magdalenen-Blume). Speik ist ein im Orient begehrtes Parfüm, das über Venedig gehandelt wurde – ein Handelsweg, der im frühen Hochmittelalter den Christen nicht offenstand.
Im frühen 12. Jahrhundert ging Judenburg in den Besitz der Traungauer und dann der Babenberger über. 1224 erhielt Judenburg die Stadtrechte. In der Nähe von Judenburg kam es 1292 zu den letzten Kämpfen des Landsberger Bundes gegen Herzog Albrecht I., die mit einem Sieg des Herzogs endeten. Die Stadt Judenburg wuchs im 13. und 14. Jahrhundert zu einem überregional bedeutenden Handelszentrum heran, das Handel unter anderem mit Venedig trieb. So galt der Judenburger Gulden als die erste, lange auch als die wichtigste Goldmünze Österreichs. 1460 verlieh Friedrich III. der Stadt Judenburg das Monopol für den weltweiten Handel mit dem Speik. Die Stadt behielt das Monopol über 100 Jahre.
Nach mehreren Pogromen im 14. und 15. Jahrhundert
wurden 1496 auf Anweisung von Maximilian I. alle steirischen Juden des Landes verwiesen.
Die politische Gemeinde Judenburg wurde 1849/50 errichtet.
Von 1910 bis 1914 verkehrte in der Stadt die Gleislose Bahn Judenburg, einer der ersten Oberleitungsbus-Betriebe Österreichs. Bis zum Ersten Weltkrieg war Judenburg eine Garnison der k.u.k. Armee. 1914 befand sich hier das Mährische Feldjäger Bataillon Nr. 17.
Während der Herrschaft des Nationalsozialismus gab es Bestrebungen, den Namen der Stadt, der wegen des Worts „Jude“ bzw. „Juden“ als untragbar angesehen wurde, in „Zirbenstadt“ oder „Adolfburg“ zu ändern. Die Diskussion darüber wurde allerdings auf die Zeit nach dem Krieg verschoben, so dass eine Änderung nicht zustande kam.
Nach dem Ende des Zweiten Weltkriegs wurden 1683 Kosaken-Offiziere, die auf deutscher Seite gekämpft hatten, auf der Murbrücke in Judenburg von den Briten an den sowjetischen Geheimdienst NKWD überstellt. Zuvor war ihnen noch zugesichert worden, dass ihnen als Emigranten keine Auslieferung drohe.
Ein Denkmal neben der Murbrücke, der „Kosakenstein“, erinnert an alle, die in der Lienzer Kosakentragödie in den Tod geschickt wurden. Für jüdische Displaced Persons wurde in Judenburg ein DP-Lager eingerichtet. Außenlager existierten in den Ortsteilen Dietersdorf, Liechtenstein, Kobenz und Murdorf.
Heute ist Judenburg eine Industrie- und Handelsstadt und verfügt unter anderem über ein Bundesgymnasium und Bundesrealgymnasium sowie über eine Handelsakademie und eine Bundesbildungsanstalt für Elementarpädagogik. Judenburg ist Sitz der Bezirkshauptmannschaft des am 1. Jänner 2012 neu gegründeten Bezirks Murtal und war bereits davor Sitz des im Bezirk Murtal aufgegangenen Bezirks Judenburg.

## Kultur und Sehenswürdigkeiten

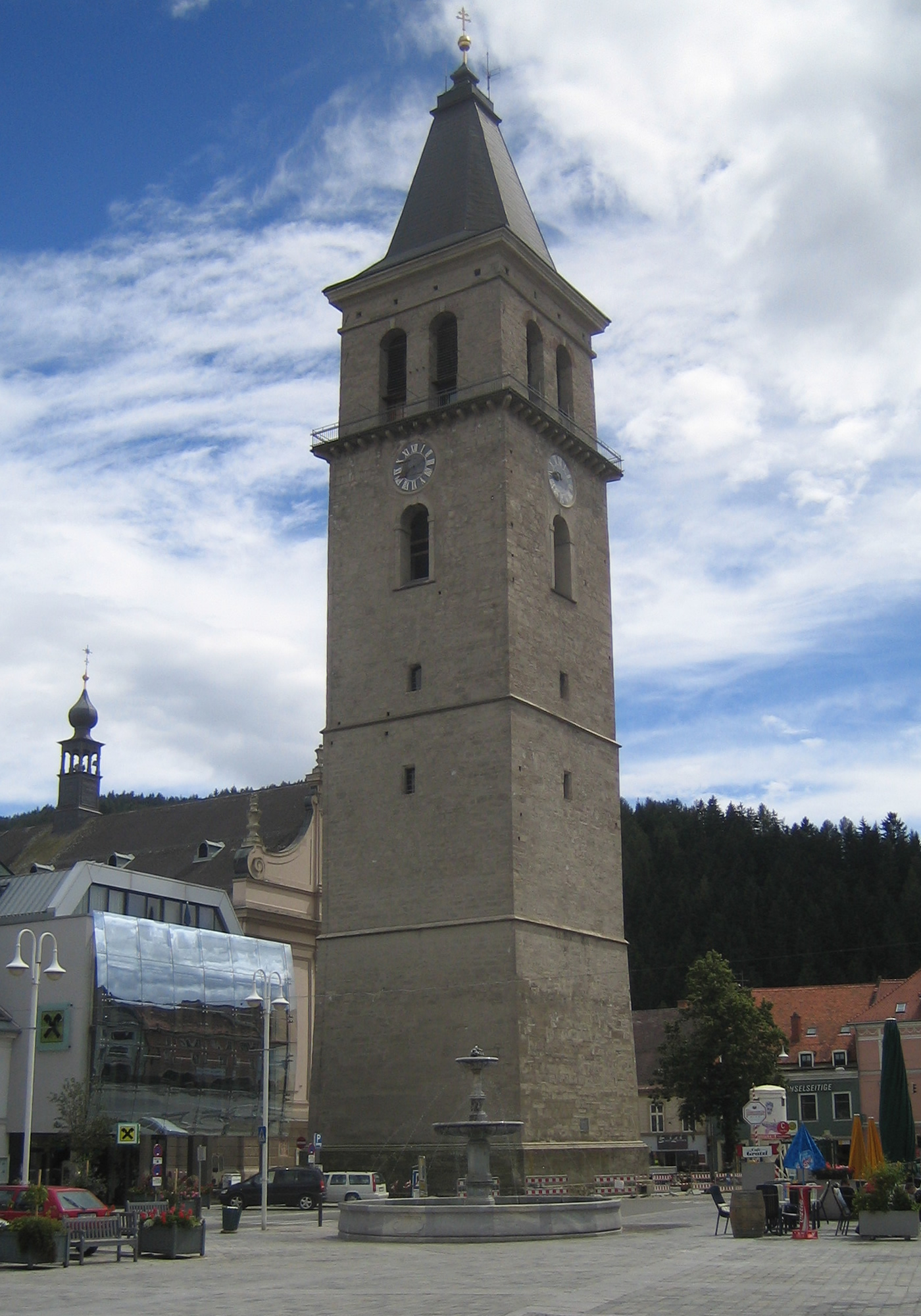
Stadtturm

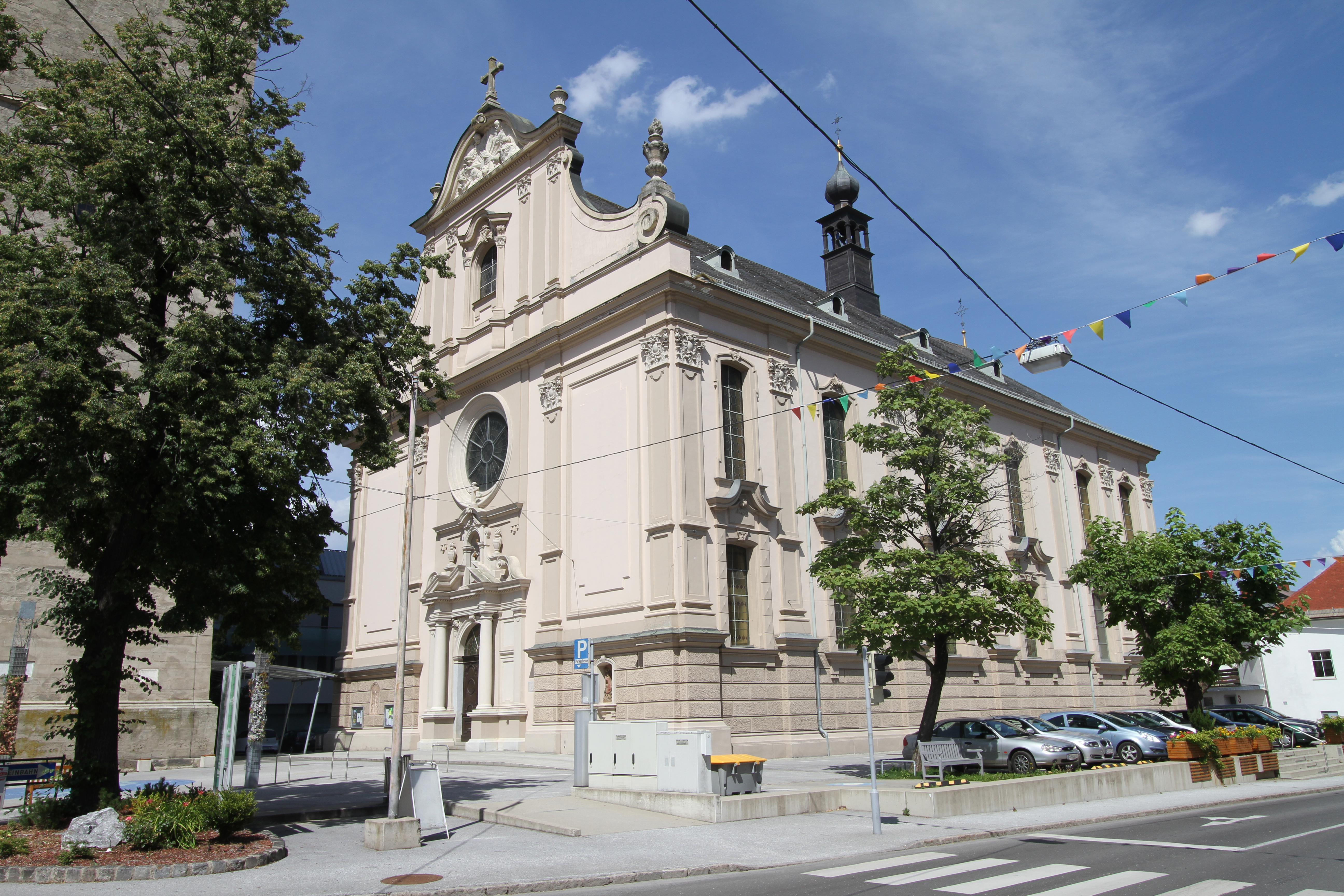
Pfarrkirche St. Nikolaus

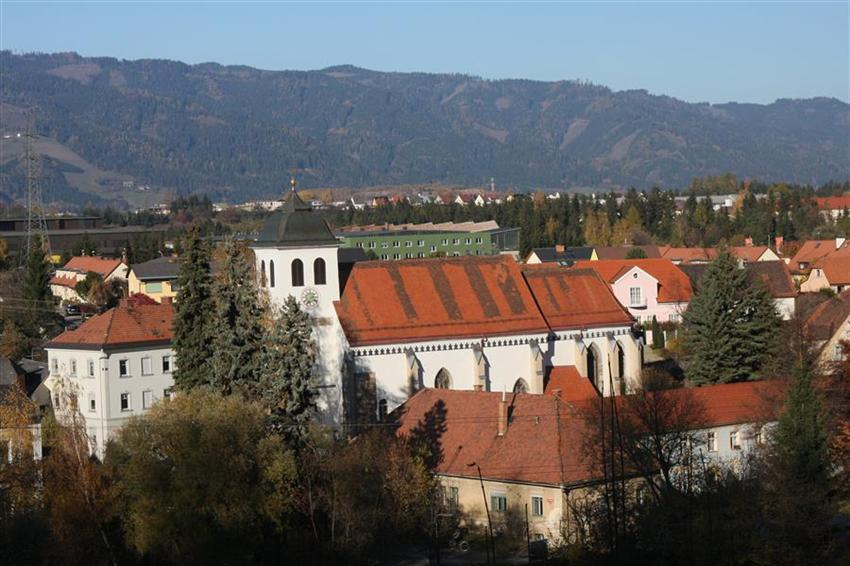
Pfarrkirche St. Magdalena

- Die Stadtbefestigung Judenburg in einer Terrassenspornlage nutzte die Steilabfälle an der Mündung des Purbaches in die Mur.
- Stadtturm: Wahrzeichen von Judenburg ist der knapp 76 Meter hohe Stadtturm, der einen Rundblick über das Aichfeld bietet. Mit dem Bau wurde im 15. Jahrhundert begonnen. Ursprünglich wurde er als Glockenturm für die benachbarte Stadtpfarrkirche St. Nikolaus gebaut, die keinen eigenen Kirchturm besitzt. Er diente aber auch als Wachturm in Bezug auf Brände, die bis ins 19. Jahrhundert hinein sowohl die Stadt als auch den Turm selbst heimsuchten. Sein heutiges Aussehen erhielt der Stadtturm nach dem letzten Großbrand im Jahr 1840. Heute befindet sich im Turm in 50 m Höhe eines der modernsten Planetarien Europas.[15]
- Museum Murtal: Dieses Museum im ehemaligen Franziskanerkloster präsentiert die bedeutenden archäologischen Funde aus der hallstattzeitlichen Siedlung am nahen Falkenberg und den dazugehörigen reichen Grabhügeln.
- Puchmuseum: Dieses Museum ist in drei Themenbereiche gegliedert: Johann Puch und die Puch-Werke, Vierräder von Puch und Zweiräder von Puch.[16]
- Stadtmuseum Judenburg, vielseitige Sammlungen, „Masse mit Klasse“.

Die Stadt Judenburg ist Mitglied im Verband Kleine historische Städte.
- Katholische Pfarrkirche St. Nikolaus
- Katholische Pfarrkirche St. Magdalena
- Katholische Kalvarienbergkirche Judenburg
- Evangelische Pfarrkirche: Die 1928 nach Plänen des Architekten Walter Lehweß aus Berlin erbaute Kirche wurde 2008 durch einen modernen Neubau ersetzt.

### Naturdenkmäler
- Endmoräne bei Grünhübl, eine würmzeitliche Endmoräne

### Regelmäßige Veranstaltungen
- Auf den Judenburger Sternenturm findet seit 2007 alljährlich ein internationaler Stiegenlauf statt. Die 256 Stufen bewältigte der Österreicher Wolfgang Miesbacher im Jahre 2011 mit 37,67 Sekunden bisher am schnellsten.

### Sport
- Sportstadion Judenburg-Murdorf: Das Sportstadion Judenburg-Murdorf (seit 1970) ist mit einer Leichtathletikanlage für Wettkämpfe internationalen Formats ausgestattet. Der örtliche Fußballklub FC Judenburg trägt hier seine Heimspiele im Rahmen der Fußballmeisterschaft des steirischen Fußballverbandes aus. Ein Kunstrasenspielfeld (errichtet 2008) mit einer Flutlichtanlage steht ebenfalls zur Verfügung. Judenburg ist auch einer von fünf Standorten eines Leistungsausbildungszentrums des steirischen Fußballverbandes. Weiters ist im Stadion Judenburg auch ein Skatepark eingerichtet.
- Sporthalle Lindfeld: Die Sporthalle Lindfeld (seit 1974) beherbergt die Sektionen Badminton, Judo und Tischtennis des ATUS Judenburg. In den Wintermonaten werden dort auch Hallenfußballturniere ausgetragen, ebenso Meisterschaftsspiele der österreichischen Futsal-Bundesliga. Die Schulturnhalle der Volksschule Judenburg-Stadt bietet neben den schulischen Aktivitäten auch die Möglichkeit für Mitglieder Judenburger Vereine, ihren sportlichen Interessen nachzugehen.

- Erlebnisbad Judenburg: Das Judenburger Erlebnisbad (seit 1990) bietet Familien Spaß- und Kinderbecken, Kleinkinderbereich, Mutter-Kind-Bereich, Spielbach, Strömungs-Schwimmkanal und eine 70 Meter lange Wasserrutsche, aber auch ein Sportbecken (25 m × 15 m), Erlebnisbecken und ein Nichtschwimmerbecken. Liegewiesen, ein Naturrasen-Fußballplatz, ein Beachvolleyballplatz, ein Restaurant und ein Saunabereich (mit finnischen Kabinen, Dampfkabine, Biosauna mit Helarium, Infrarot-Wärmekabine, einer Kneippstraße, Massage und Solarium) runden das Angebot ab. Ebenso stehen ein Hallenbad mit einem 20-Meter-Sportbecken und ein Kleinkinderbereich mit Rutsche zur Verfügung.

- Tennishalle: Die Tennishalle in Judenburg-Strettweg bietet drei Teppich-Granulat-Plätze an.
- Kletterhalle Judenburg: Die Kletterhalle Judenburg, der Tennishalle angeschlossen, ist mit 820 m² Kletterfläche und einer Wandhöhe von bis zu 17 Metern eine der modernsten Indoor-Kletteranlagen in Österreich und Sportkletter-Stützpunkt des Landes Steiermark mit einer Schulungs- und Genusskletterwand, einer Vorstiegswand und dem Boulderbereich.[17]
- Wanderwege: Durch Judenburg verläuft mit dem Eisenwurzenweg ein 580 Kilometer langer Weitwanderweg, auf dem vom nördlichsten Punkt Österreichs zum südlichsten Punkt gewandert werden kann.

## Wirtschaft und Infrastruktur
Seit einigen Jahren hat Judenburg, so wie die meisten ehemaligen Industriezentren der Mur-Mürz-Furche, mit der kontinuierlichen Abwanderung von Betrieben und Einwohnern zu kämpfen. Die Errichtung des Einkaufszentrums „Arena am Waldfeld“ in der Nachbargemeinde Fohnsdorf hat diese Tendenz noch verschärft und zu einer starken Ausdünnung des Handels geführt.

Judenburg mit Murdorf, Magdalenavorstadt, Bahnhof und „Stahl Judenburg“ (Ansicht von Nordwest) (2010)

### Wirtschaftssektoren
Die folgende Tabelle zeigt die Entwicklung der Anzahl der Betriebe und der Beschäftigten in den Wirtschaftssektoren:
| Wirtschaftssektor            | Anzahl Betriebe | Anzahl Betriebe | Anzahl Betriebe | Erwerbstätige | Erwerbstätige | Erwerbstätige |
| Wirtschaftssektor            | 2021            | 2011            | 2001            | 2021          | 2011          | 2001          |
| ---------------------------- | --------------- | --------------- | --------------- | ------------- | ------------- | ------------- |
| Land- und Forstwirtschaft 1) | 57              | -               | -               | 97            | 106           | 83            |
| Produktion                   | 95              | 76              | 74              | 1620          | 1777          | 1777          |
| Dienstleistung               | 638             | 626             | 52              | 4348          | 4431          | 4544          |

### Verkehr
- Bus: In der Stadt verkehren die Linien 1 (nach Knittelfeld) und 2 (nach Fohnsdorf) des Regionalbusses Aichfeld.[22]
- Bahn: Die Stadt hat einen Bahnhof an der Rudolfsbahn. Am Bahnhof hält alle zwei Stunden der Railjet nach Villach Hauptbahnhof und nach Wien Hauptbahnhof.[23] Eine RJ-Garnitur verkehrt nach Venezia Santa Lucia.

### Gesundheitswesen
- Landeskrankenhaus: In Judenburg befindet sich einer der drei Standorte des Landeskrankenhauses Murtal. Am Standort Judenburg befindet sich die chirurgische, unfallchirurgische und gynäkologische Abteilung des Krankenhausverbundes.
- Rotes Kreuz: Die Durchführung des Rettungsdienstes wird vom Österreichischen Roten Kreuz gewährleistet. Im Bezirk Judenburg sichern 300 ehrenamtliche und 15 berufliche Mitarbeiter in einer Bezirksstelle und in drei Ortsstellen die Rettungs- und Sanitätsdienstliche Versorgung. Die Rot-Kreuz-Bezirksstelle Judenburg betreibt gemeinsam mit der Rot-Kreuz-Bezirksstelle Knittelfeld ein Notarzteinsatzfahrzeug, welches in der Ortsstelle Zeltweg stationiert ist und den Bezirk Murtal notärztlich versorgt. Weiters sind im gesamten Bezirk Rettungstransportwagen, Behelfskrankentransportwagen, Notfall-Krankentransportwagen, sowie Krankentransportwagen ständig einsatzfähig, um den Rettungs- und Krankentransportdienst abzudecken. Um die Versorgung der Bevölkerung schnellstmöglich sicherzustellen, werden zusätzlich zur Bezirksstelle in Judenburg und dem Notarzt-Stützpunkt in Zeltweg auch Ortsstellen in Fohnsdorf und Obdach unterhalten. Die Ortsstelle Hohentauern wurde im Jahr 2022 geschlossen, aufgrund des Personalmangels, das Einzugsgebiet Hohentauern, St. Johann am Tauern und das Pölstal wird jetzt von der Bezirkstelle Judenburg und der Ortsstelle Fohnsdorf abgedeckt.[24] Die Rot Kreuz Bezirkstelle in Judenburg wird im Jahr 2022 umgebaut und wird voraussichtlich bis Ende 2023 fertiggestellt werden.[25]
- Lebenshilfe Bezirk Judenburg

### Bildung
- Volksschule VS Judenburg-Lindfeld
- Volksschule und Sonderschule VS/ASO Judenburg-Stadt
- Mittelschule Dr. Karl-Renner
- Polytechnische Schule Judenburg (PTS)
- Bundesgymnasium und Bundesrealgymnasium (BG/BRG Judenburg)
- Handelsschule- und Handelsakademie (BHAK/BHAS)
- Bildungsanstalt für Elementarpädagogik (BAFEP)
- Musikschule (Ulrich-Von-Liechtenstein)[26]

Die Volksschule Judenburg Lindfeld, die Mittelschule Dr. Karl-Renner sowie die Polytechnische Schule Judenburg werden unter einer Leitung im Pflichtschulcluster Judenburg Lindfeld gemeinsam geführt.

## Politik
Der Gemeinderat hat 25 Mitglieder.

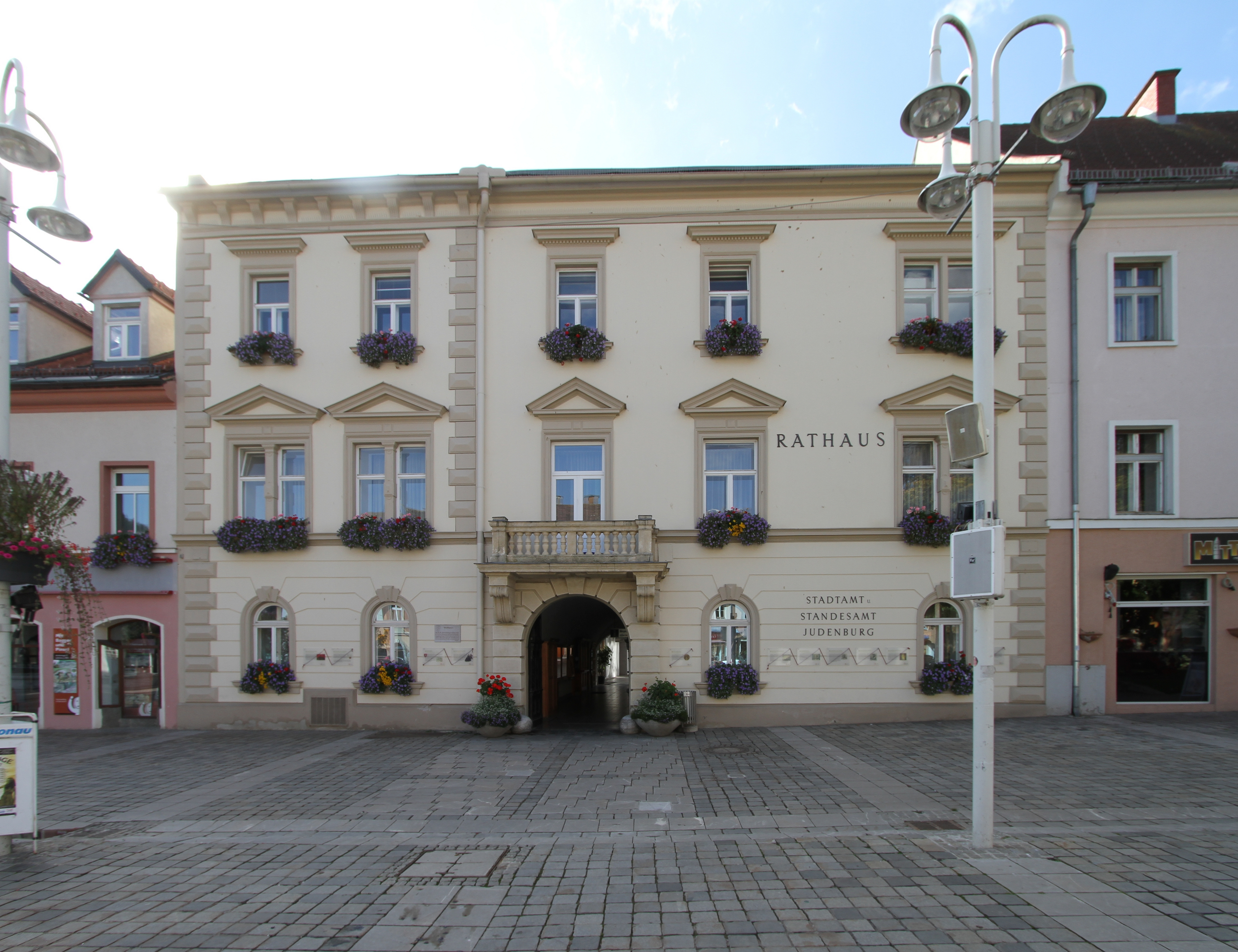
Rathaus

- Nach den Gemeinderatswahlen in der Steiermark 2015 hatte der Gemeinderat folgende Verteilung:

16 SPÖ, 7 FPÖ, 4 ÖVP, 2 Grüne und 2 KPÖ. (31 Mitglieder)
- Nach den Gemeinderatswahlen in der Steiermark 2020 hatte der Gemeinderat folgende Verteilung:

13 SPÖ, 7 ÖVP, 2 FPÖ, 2 Grüne und 1 KPÖ.
- Seit den Gemeinderatswahlen in der Steiermark 2025 hat der Gemeinderat folgende Verteilung:

12 SPÖ, 5 FPÖ, 5 ÖVP, 1 Liste JUNG, 1 KPÖ und 1 Grüne.

### Bürgermeister
- 1861–1867: Franz Habianitsch
- 1867–1870: Carl Hiebaum
- 1870–1872: Franz Habianitsch
- 1872–1873: Carl Pruckmayer
- 1873–1885: Carl Hiebaum
- 1885–1894: Conrad Goedel
- 1894–1901: Wilhelm Zamponi
- 1901–1912: Franz Hangi
- 1912–1919: Rudolf Foest-Monshoff
- 1919–1927: Johann Kleindienst (SPÖ)
- 1927–1934: Jakob Stoll (SPÖ)
- 1934–1935: Jakob Haidacher, Regierungskommissär
- 1935–1938: Jakob Haidacher
- 1938–1939: Rudolf Bauernberger, Amtswalter
- 1939–1942: Erwin Lehner
- 1942–1944: Hans Kopp, kommissarisch
- 1944–1945: Franz Strobl, kommissarisch
- 1945–1946: Jakob Stoll (SPÖ)
- 1946–1970: Josef Zach (SPÖ)
- 1970–1990: Johann Lammer (SPÖ)
- 1990–2004: Peter Schlacher (SPÖ)
- 2004–2010: Margarete Gruber (SPÖ)
- 2010–2022: Hannes Dolleschall (SPÖ)
- seit 2022: Elke Florian (SPÖ)

### Wappen und Flagge
| Wappen von Judenburg | Blasonierung: „Im roten Schild silbern ein bärtiger, mit Judenhut bedeckter Mannskopf.“ |
| Wappen von Judenburg | Wappenbegründung: Das Stadtwappen wurde mit Wirkung vom 1. Juni 1959 durch Beschluss der Steiermärkischen Landesregierung vom 9. Februar 1959 verliehen. Wegen der Gemeindezusammenlegung verloren alle Wappen mit 1. Jänner 2015 ihre offizielle Gültigkeit. Die Wiederverleihung des Stadtwappens für Judenburg erfolgte mit Wirkung vom 15. November 2015. Die Stadtflagge hat zwei Streifen in den Farben Weiß-Rot mit dem Wappen. |

Oberweg erhielt mit 1. September 2009 ein Wappen: „Zwischen roten Flanken und je drei pfahlweise gestellten goldenen Flügellanzenspitzen in Blau eine goldene bewurzelte und zweifach beblätterte Speikpflanze.“

### Städtepartnerschaften
Judenburg ist seit 1999 das österreichische Mitglied der Douzelage. In dieser Städtepartnerschaft ist jeweils eine Stadt aus einem Land der Europäischen Union vertreten. Die Städte pflegen einen kulturellen, schulischen und sportlichen Austausch.

## Persönlichkeiten

### Töchter und Söhne der Stadt
- Erich Amplatz (* 1960), Tischtennisspieler
- Gertraud Auinger-Oberzaucher (* 1971), Mag.phil., Politikerin (NEOS), seit 2024 Abgeordnete zum österreichischen Nationalrat
- Klaus Bachler (* 1991), Rennfahrer
- Joachim Baur (* 1957), bildender Künstler

- Apollonia Binder (1898–1944), NS-Widerstandskämpferin

- Anton Bleikolm (1850–1931), Landwirt und Politiker, Mitglied des Abgeordnetenhauses 1901–1907[34]
- Harald Bosio (1906–1980), Skilangläufer, Skispringer, nordischer Kombinierer, Gewinner der ersten Medaille für Österreich bei nordischen Skiweltmeisterschaften (Bronze, Innsbruck 1933)
- Klaus Dermutz (* 1960), Autor und Publizist
- Thomas Einwallner (* 1979), Mitglied des österreichischen Bundesrates (ÖVP) 2005–2006, Abgeordneter zum österreichischer Nationalrat (ÖVP) 2006–2008 und 2011 bis 2013
- Edith Felice (1912–2007), Keramikerin und Malerin
- Herbert Felice (1908–1999), Stadtbaumeister, Architekt, Künstler und Maler
- Ingrid Fichtner (* 1954), Schriftstellerin und Übersetzerin
- Christoph Freitag (* 1990), Fußballspieler
- Max Friesacher (* 1990), Fußballspieler
- Friedrich Gangl (1878–1942), Architekt und Baumeister
- Manuel Geier (* 1988), Eishockeyspieler
- Stefan Geier (* 1988), Eishockeyspieler
- Renate Götschl (* 1975), Skiläuferin
- Manfred Gollner (* 1990), Fußballspieler
- Heinz Gradwohl (* 1956), Gemeindebeamter i. R., Abgeordneter zum österreichischen Nationalrat (SPÖ) 1990–2006
- Hermann Grengg (1891–1978), Wasserbauingenieur, Rektor der Technischen Hochschule Graz
- Daniel Peter Gressl (* 1992), 1. Vizepräsident des Österreichischen Gesundheits- und Krankenpflegeverband
- Fritz Grillitsch (* 1959), Landwirt, Abgeordneter zum österreichischen Nationalrat (ÖVP) 2002–2017
- Egon Haar (* 1947), Ingenieur und Hochschullehrer
- Leopold von Hauffe (1840–1912), Maschinenbauer, Rektor der Technischen Hochschulen Wien und Brünn, Abgeordneter zum Herrenhaus
- Anna-Maria Heil (* 1995), Tennisspielerin
- Wolfgang Herzig (* 1941), Maler
- Alfons Hochhauser (1906–1981), Abenteurer und Aussteiger
- Paul Hofer (* 1990), Fußballspieler
- Thomas Hofer (* 1973), Politikberater
- Herbert Hufnagl (1945–2005), Journalist
- Gundi Jungmeier (* 1976), Autorin und Historikerin
- Daniel Klicnik (* 2003), Fußballspieler
- Alfred Klinkan (1950–1994), Maler
- Luise Kloos (* 1955), bildende Künstlerin, Ausstellungsgestalterin und Kulturvermittlerin
- Gabriele Kolar (* 1959), Politikerin (SPÖ), 1. Vizebürgermeisterin von Judenburg (2010–2019), Abgeordnete zum steiermärkischen Landtag 2005–2024, seit 2024 Mitglied des österreichischen Bundesrates
- Paul-Friedrich Koller (* 2002), Fußballspieler
- Matthäus Kolweiß (1620–1695), Geistlicher und Rektor der Universität Wien
- Walter Kotschnig (1901–1985), US-amerikanischer Politikexperte und Diplomat
- Thomas Krammer (* 1983), Fußballspieler
- Harald Laurich (1920–1995), Lehrer, Volksschuldirektor und Politiker (SPÖ); Vizebürgermeister von St. Stefan ob Leoben, Bürgermeister von Schladming und Landtagsabgeordneter in der Steiermark
- Andreas Leikauf (* 1966), Maler und Musiker
- Jonas Löcker (* 2005), Fußballspieler
- Michael Madl (* 1988), Fußballspieler
- Gerhard Maier (* 1982), Moderator, Journalist und Schauspieler
- Thomas Maier (* 1991), Politiker
- Hugo Mayer (1886–1963), Politiker, Schriftsetzer und Verleger
- Elfi Mikesch (* 1940), Filmemacherin, Kamerafrau und Fotografin
- Andreas Mitterfellner (* 1981), Judoka
- Liane Moitzi (* 1992), Politikerin (FPÖ), Abgeordnete zum steiermärkischen Landtag 2015–2019
- Wolfgang Moitzi (* 1984), Politiker (SPÖ), Abgeordneter zum steiermärkischen Landtag 2018–2024, seit 2024 Abgeordneter zum österreichischen Nationalrat
- Christian Muthspiel (* 1962), Jazzmusiker und Maler
- Wolfgang Muthspiel (* 1965), Jazzmusiker
- Otto Nemenz (* 1941), Unternehmer, Inhaber der größten Kameraverleihfirma in den USA, Oscar für technische Dienste (1992)
- Kurt Neumann (1902–1984), Schauspieler und Drehbuchautor
- Stefan Nutz (* 1992), Fußballspieler
- Daniel Offenbacher (* 1992), Fußballspieler
- Arnold Paltauf (1860–1893), Arzt, Gerichtsmediziner, Forscher über Zwergwuchs und Kretinismus
- Richard Paltauf (1858–1924), Pathologe, ab 1898 Universitätsprofessor in Wien, Gründer des Serotherapeutischen Institutes in Wien
- Rudolf Paltauf (1862–1936), Jurist, österreichischer Justizminister 1920–1922
- Fritz Panzer (* 1945), bildender Künstler
- Sabine Panzer (* 1960), Komponistin
- Johanna Pichmair (* 1990), Geigerin
- Christian Pfannberger (* 1979), Radrennfahrer
- Georg Pichler (* 1959), Schriftsteller
- Alf Poier (* 1967), Liedermacher und Kabarettist
- Stefan Posch (* 1997), Fußballspieler
- Michael Powolny (1871–1954), Keramikdesigner und Bildhauer
- Dieter Preisl (1962–2016), Maler und Musiker
- Alexander Putzenbacher (* 1985), Politiker
- Julian Rechberger (* 1995), Radsportler und Triathlet
- Heinrich Reicher (1854–1910), Gutsbesitzer und Abgeordneter zum Österreichischen Abgeordnetenhaus
- Josef Riegler (* 1938), Dipl.-Ing., Politiker (ÖVP), Bundesparteiobmann der ÖVP 1989–1991, Vizekanzler der Republik Österreich 1989–1991, Bundesminister der Republik Österreich 1987–1991, Abgeordneter zum österreichischen Nationalrat 1975–1983 und 1990–1993, Landesrat der Steiermark 1983–1987
- Christian Ritzmaier (* 1991), Fußballspieler
- Marcel Ritzmaier (* 1993), Fußballspieler
- Stefan Rucker (* 1980), Radrennfahrer
- Herfried Sabitzer (* 1969), Fußballspieler
- Andreas Schopf (* 1984), Naturbahnrodelweltmeister 2001 und 2003 (Doppelsitzer)
- Christian Schopf (* 1988), Junioren-Naturbahnrodelweltmeister 2004 (Doppelsitzer) und Naturbahnrodeleuropameister 2010 (Mannschaft)
- Thomas Schopf (* 1989), Junioren-Naturbahnrodelweltmeister 2004 (Doppelsitzer) und Junioren-Naturbahnrodeleuropameister 2009 (Einsitzer)
- Wolfgang Schopf (* 1983), Naturbahnrodelweltmeister 2001 und 2003 (Doppelsitzer)
- Gernot Sick (* 1978), Fußballspieler
- Alois Stadlober (* 1962), Dr.iur., nordischer Sportkoordinator des Landes Steiermark in Ramsau am Dachstein, Weltmeister (4 × 10 km Staffel) und Vizeweltmeister (10 km klassisch) im Langlauf 1999
- Eva Steinberger (* 1983), Golfprofi
- Patrick Steinwidder (* 1978), Theaterregisseur (u. a. Burgtheater[35][36])
- Gerfried Stocker (* 1964), Medienkünstler, Musiker und Kulturmanager
- Max Strache (* 1935), Politiker (SPÖ)
- Christoph Sumann (* 1976), mehrfacher Gewinner von Olympia- und Weltmeisterschaftsmedaillen im Biathlon (Olympische Spiele: 2 × Silber, 1 × Bronze, WM: 2 × Silber, 2 × Bronze)
- Nicole Sunitsch (* 1979), Politikerin (FPÖ), seit 2024 Abgeordnete zum österreichischen Nationalrat
- Hubert Taferner (1925–2022), Architekt und Grafiker
- Alfred Teschl (1924–2024), Gewerkschaftsvorsitzender, Politiker und Abgeordneter zum Nationalrat
- Nora Tödtling-Musenbichler (* 1983), seit 2022 Direktorin der Caritas Steiermark, seit 2024 Präsidentin der Caritas Österreich
- Jack Unterweger (1950–1994), Schriftsteller, Sadist und (mutmaßlicher Serien-)Mörder
- Ferdinand Weinhandl (1896–1973), Hochschullehrer
- Thorsten Wohleser (* 1990), stellvertretender Bundesvorsitzender der Jungen Generation in der SPÖ
- Christoph Wundrak (* 1958), Jazzmusiker und Komponist
- Josef Zechner (* 1955), Finanzökonom
- Klaus Zenz (* 1966), Politiker (SPÖ), seit 2005 Abgeordneter zum steiermärkischen Landtag
- Andreas Zuber (* 1983), Automobilrennfahrer
- Peter Zwanziger (* 1977), Politiker (FPÖ/BZÖ/FPK/DU/NEOS, parteilos)
- Jörg Zwicker (* 1969), Cellist, Dirigent und Musikpädagoge

### Personen mit Bezug zur Stadt
- Sebastian Danner (1864–1911), Ingenieur, Gründer des Judenburger Gußstahlwerks (1906), heute Stahl Judenburg GmbH
- Hans Dichand (1921–2010), Chefredakteur und Verlagsleiter der „Murtaler Zeitung“ (1946–1948), Herausgeber der Neuen „Kronen Zeitung“ (ab 1959)
- Hans von Judenburg (ca. Ende 14. Jahrhundert – ca. Mitte 15. Jahrhundert), Bildhauer und Maler
- Gernot Jurtin (1955–2006), Fußballspieler
- Ulrich von Liechtenstein (um 1200–1275), Minnesänger und Dichter
- Hans Mitter (um 1400–1460), Judenburger Bürger, bedeutendster steirischer Glockengießer des Spätmittelalters
- Kurt Muthspiel (1931–2001), Komponist
- Walter Pfrimer (1881–1968), Jurist, bekannt durch den Pfrimer-Putsch 1931
- Antonio Vasalio (ca. 1555–1617), Architekt, Stuckateur, Ratsbürger
- Domenico Sciassia (ca. 1600–1679), Baumeister, Neubauplaner der Stadtpfarrkirche St. Nikolaus in Judenburg ab ca. 1673
- Karl Wegrath (1932–2018), Bronzemedaille bei der 3. Tischtennis-EM 1962 in Berlin (GER) im Herrendoppel und vielfacher steirischer und österreichischer Meister im Tischtennis
- Konrad (genannt: Kurt) Wittgenstein (1878–1918), Gründer des Judenburger Gußstahlwerks (1906), heute Stahl Judenburg GmbH

## Sonstiges
Judenburg gehört zu den 24 Gemeinden in Österreich (Stand 2019), die mit der höchsten Auszeichnung des e5-Gemeinden Energieprojekts ausgezeichnet wurden. Das e5-Gemeinde-Projekt soll die Umsetzung einer modernen Energie- und Klimapolitik auf Gemeindeebene fördern.
Im Sommer nach dem Ende des Zweiten Weltkriegs wurde der montenegrinische Politiker und einer der bekanntesten Sympathisanten des Nationalsozialismus in Montenegro, Sekula Drljević, in Judenburg von Tschetniks aus der Herzegowina zusammen mit seiner Frau hingerichtet.
Am 12. September 2019 wurde im städtischen Europapark (ehemals Sparkassenpark) eine mit Photovoltaik-Modulen und E-Bike-Ladestation ausgestattete öffentliche Toilettenanlage, welche vom örtlichen Bauhof zuvor aus einer 9 m² großen „Cubox“ angefertigt worden war, eröffnet. Die Gesamtkosten für Umbau und Montage beliefen sich auf ca. 100.000 Euro. Einigen Medien zufolge stellt sie damit die teuerste aus Steuergeldern finanzierte Toilette der Welt dar.